# Maliattha opposita
Maliattha opposita är en fjärilsart som beskrevs av Saalmüller 1891. Maliattha opposita ingår i släktet Maliattha och familjen nattflyn. Inga underarter finns listade i Catalogue of Life.